# Habronyx pammi
Habronyx pammi är en stekelart som beskrevs av Ian D. Gauld 1976. Habronyx pammi ingår i släktet Habronyx och familjen brokparasitsteklar. Inga underarter finns listade i Catalogue of Life.